# 라우코
라우코(스페인어: Rauco)는 칠레 마울레 주 쿠리코 현의 코무나이다.